# لويزا باستور ليلو
لويزا باستور ليلو (10 أكتوبر 1948 - 18 أبريل 2018) سياسية إسبانية.
كانت شغوفة بالاحتفالات الخاصة بالمورو والمسيحيين في سان فيسنتي ديل راسبج، وكانت عضوًا في كومبارسا. في عام 1985 كانت حاملة لواء رفيقها مع زوجها خوسيه رامون غارسيا أنطون الذي كان كابتن كومبارسا، جنبًا إلى جنب مع ابنيها كارولينا وخوسيه رامون اللذان كانا حاملي لواء الكومبارسا وقبطان الأطفال على التوالي.
خلال عامي 1987 و1988 كانت لويزا باستور مراسلة لمجلة سان فيسينتي ديل راسبيغ.
في عام 1999 أثناء عملها كمدبرة منزل بدأت في السياسة، حيث كانت رئيسة قائمة حزب الشعب في انتخابات بلدية سان فيسنتي ديل راسبج 1999، وبعد ذلك فشلت في تحقيق منصب رئاسة البلدية لتترك وراءها حزب العمال الاشتراكي.
تم الحفاظ على الثلاثية التي تحكمها القنوات الاشتراكية لمدة عام ونصف حتى 10 أكتوبر 2001، عندما أصبحت لويزا باستور من خلال اقتراح بحجب الثقة أول عمدة لسان فيسنتي ديل راسبج بأصوات حزب الشعب والمستشارين الأربعة خوسيه جاديا وإيلينا مولتو وسيليا سايز ومرسيدس ميدينا، الذين كانوا منشقين منذ مايو عندما استقالوا من الحزب الاشتراكي.
في الانتخابات المحلية الإسبانية عام 2003 حصلت لويزا باستور على الأغلبية المطلقة لأول مرة لحزبها في سان فيسينتي، حيث استحوذت على 11 من أعضاء المجلس البالغ عددهم 21 في الجلسة العامة. حققت الأغلبية المطلقة في عامي 2007 و2011 ، حيث زادت من 21 إلى 25 مستشارًا.
في أغسطس 2009 توفي زوجها المستشار الإقليمي خوسيه رامون غارسيا أنطون، في أكتوبر 2009 تم التكهن بأنها ستختار منصب الأمين العام لحزب الشعب في منطقة بلنسية بعد المنصب الذي تركه ريكاردو كوستا كليمنت.
في 13 يوليو 2011 تم انتخابها رئيسة لمجلس مقاطعة أليكانتي لتحل محل خوسيه خواكين ريبول، مع 20 عضوًا من المجموعة الشعبية مقابل 10 من المجموعة الاشتراكية. كانت المرأة الوحيدة التي ترأس مؤسسة المقاطعة. استندت إدارتها بشكل أساسي إلى إعادة تنظيم الحسابات الاقتصادية، وتصفية جميع ديون الإيفاد. عملت دائمًا على التوفيق بين دورها كرئيسة وبين دور النائب الإقليمي للخدمات الاجتماعية، من عام 1999 إلى عام 2015 ، أدارت هذه المنطقة في حكومة المقاطعة.
في الانتخابات البلدية لعام 2015 ترشحت لويزا باستور لولايتها الخامسة كرئيسة للبلدية. في 10 أكتوبر 2014 قرر أحد القضاة التحقيق معها لمعرفة العلاقات المحتملة مع فضيحة الفساد في «قضية بروغال».
في 22 أكتوبر 2015 بعد 5 أشهر من عملها كمستشارة في المعارضة قررت الاستقالة من مقعدها لأسباب شخصية. شغلت 16 عامًا كرئيسة لمجلس مدينة سان فيسينتي ديل راسبج، حيث ظلت 13 عامًا كرئيسة للبلدية، وعامين كمستشارة مالية مع فرانسيسكو كانالز، وعام ونصف كمستشارة في المعارضة. توفيت لويزا باستور في 18 أبريل 2018 عن عمر يناهز 69 عامًا بسبب السرطان.